# Schematiza lycoides
Schematiza lycoides es una especie de insecto coleóptero de la familia Chrysomelidae.
Fue descrita científicamente en 1844 por Guerin.